# Michele Sarfatti
Michele Sarfatti (* 1952 in Florenz) ist ein italienischer Historiker. 

## Leben
Sarfatti beschäftigt sich in seinen Werken zum Großteil mit der Aufarbeitung der Geschichte der Juden im faschistischen Italien. Durch seine Arbeiten hat er dazu beigetragen, das von der älteren Forschung, insbesondere von Renzo De Felice, gezeichnete Bild, das faschistische Italien habe außerhalb des „sengenden Kegels des Holocaust“ gestanden, mit seinen Arbeiten stark zu relativieren. So wies er unter anderem nach, dass Mussolini bereits weit vor Einrichtung der „Achse Berlin-Rom“ 1936 und den Rassengesetzen von 1938 judenfeindliche Äußerungen getroffen habe.
Von 2002 bis 2016 war Michele Sarfatti Leiter der Forschungsstätte Centro di Documentazione Ebraica Contemporanea (CDEC) in Mailand. Neben Roberto Della Rocca, Daniela Di Castro, Massimo Giuliani und Michele Luzzati gehört er zum wissenschaftlichen Beirat des Museo Nazionale dell’Ebraismo Italiano e della Shoah.
Gemeinsam mit seiner Schwester, der Kinderbuchautorin Anna Sarfatti, verfasste er eine Erzählung über einen Hund, der auf der Suche nach seinen „Herrchen“ Ereignisse der Resistenza erlebt.

## Werke
als Autor
- Mussolini contro gli ebrei. Cronaca dell’elaborazione delle leggi del 1938. Zamorani, Turin 1994, ISBN 88-71-58033-8.
- Gli ebrei nell’Italia fascista. Einaudi, Turin 2000, ISBN 88-06-15016-2.
  - in deutscher Übersetzung: Die Juden im faschistischen Italien. Geschichte, Identität, Verfolgung. De Gruyter, Berlin 2014, ISBN 978-3-11-036768-3 (Rezension von René Moehrle auf h-soz-kult).
- Grundzüge und Ziele der Judengesetzgebung im faschistischen Italien. In: Quellen und Forschungen aus italienischen Archiven und Bibliotheken 83 (2003), S. 436–444.
- gemeinsam mit Anna Sarfatti: Fulmine, un cane coraggioso. La Resistenza raccontata ai bambini, Mondadori, Mailand 2011. ISBN 978-88-04-60578-2.

als Herausgeber
- Funzioni dei Centri di storia e cultura e ebraica nella società contemporanea. Atti del convegno, Mailand, 3. Februar 1997. Librificio, Mailand 1998, S. 45–50, ISBN 88-8516-157-X.
- La Repubblica sociale italiana a Desenzano: Giovanni Preziosi e l’Ispettorato generale per la razza. La Giuntina, Florenz 2008, ISBN 978-88-8057-301-2.
- mit Laura Brazzo: Gli ebrei in Albania sotto il fascismo. Una storia da ricostruire. Giuntina, Florenz 2010, ISBN 978-88-8057-394-4.